# Стівен Кістлер
Семюел Стівенс Кістлер (англ. Samuel Stephens Kistler), відоміший як Стівен Кістлер (англ. Steven Kistler, 26 березня 1900 — листопад 1975) — американський вчений і інженер-хімік, найбільш відомий як винахідник з аерогелю.